# Perpetuïtat
En economia, una perpetuïtat és un corrent de fluxos de caixa que no té fi. Des de l'edat mitjana els estats de la Corona d'Aragó varen emetre obligacions perpètues —els censals—, per bé que aquests incloïen la possibilitat d'ésser redimits per l'emissor. Actualment existeixen productes financers perpetus que foren emesos en el passat pel Regne Unit denominats consols; així mateix, durant la crisi de finals de la dècada del 2000 moltes entitats financeres espanyoles es trobaren mancades de capital suficient i comercialitzaren entre els seus propis clients productes financers perpetus com ara les participacions preferents a fi de dotar-se de prou capital, per bé que els acords de regulació bancària Basilea III en reduïren l'interès.

## Perpetuïtats a l'edat mitjana: els censals
El censal va ser un instrument financer molt estès als estats de la Corona d'Aragó des de la baixa edat mitjana utilitzat com a mecanisme de finançament tant per particulars com pels organismes públics (governs municipals, Generalitat, monarquia). Tècnicament consistia en una perpetuïtat, és a dir, un inversor cedia un capital a canvi de rebre una pensió, o cànon anual, de manera perpètua com a contrapartida del capital donat. La constitució del censal (carregació) prenia la forma de venda de dret: una persona o institució, necessitada de diners (censatari), creava una pensió censal i la venia a una persona o institució (censaler), posseïdora de capital i interessada a percebre la pensió. La taxa que mesurava la relació entre la pensió i el capital -el tipus d'interès- era anomenada for de pensió, i acostumava a ser del 7,5% anual. La pensió es pagava anualment de forma perpètua, si bé existia la possibilitat que el censatari redimís l'obligació recomprant el censal, operació anomenada lluïsme, quitació o redempció.

## Fórmula i exemple
Una perpetuïtat pot ser concebuda com una anualitat en la qual el pagament periòdic s'inicia en una data determinada però continua indefinidament. A diferència d'una obligació, en una perpetuïtat el principal mai no és retornat, de manera que el valor actual d'aquest no es calcula. Assumint que el pagament del cupó es realitza al final del període de còmput, el valor actual és simplement un cupó descomptat per l'apropiada taxa de descompte, que en el moment inicial d'emissió serà el seu tipus d'interès nominal.
{\displaystyle {\mbox{Valor actual (perpetuïtat)}}={\frac {\mbox{Flux de caixa anual}}{\mbox{taxa de descompte anual}}}={\frac {\mbox{C}}{\mbox{(1+r)}}}+{\frac {\mbox{C}}{{\mbox{(1+r)}}^{2}}}+{\frac {\mbox{C}}{{\mbox{(1+r)}}^{3}}}+....={\frac {\mbox{C}}{\mbox{r}}}}
Així mateix s'assumeix que els dividends que renten les accions d'una empresa són una perpetuïtat en tant que es parteix que del principi que l'empresa durarà per sempre. Així, si es té una acció que renta un 1 € anual, i la taxa de descompte es determina en un 12,50% -assumint les alternatives d'inversió de risc comparables- es té que el valor de l'acció és:
{\displaystyle {\mbox{Valor actual (acció)}}={\frac {\mbox{1 euro}}{\mbox{0.125}}}={\mbox{8 euros}}}

## Perpetuïtat creixent: Fórmula i exemple
Si s'assumeix que el flux de caixa -cupó o dividend- augmentarà en una taxa constant, aleshores aquesta taxa de creixement del flux es resta a la taxa de descompte:
{\displaystyle {\mbox{Valor Actual (Perpetuïtat)}}={\frac {\mbox{Flux de caixa anual}}{{\mbox{taxa de descompte}}-{\mbox{taxa de creixement}}}}={\frac {\mbox{C}}{{\mbox{r}}-{\mbox{g}}}}}
Si s'assumeix que el dividend d'una acció que actualment és d'1 € augmentarà un 5,00% anual, i la taxa de descompte es determina en un 12,50% -assumint les alternatives d'inversió de risc comparables- es té que el valor de l'acció és:
{\displaystyle {\mbox{Valor Actual (Acció)}}={\frac {\mbox{1 euro}}{{\mbox{0.125}}-{\mbox{0.05}}}}={\mbox{13.3 euros}}}